# Teretrius aestivus
Teretrius aestivus är en skalbaggsart som beskrevs av George Lewis 1885. Teretrius aestivus ingår i släktet Teretrius och familjen stumpbaggar. Inga underarter finns listade i Catalogue of Life.